# Carvilius (Britannien)
Carvilius war einer von insgesamt vier Königen des im heutigen Kent siedelnden Stammes der Cantiaci, die 54 v. Chr. gegen den römischen Feldherrn Gaius Iulius Caesar während dessen zweitem Britannienfeldzug kämpften.
Gemeinsam mit den drei anderen Königen Kents, Cingetorix, Segovax und Taximagulus, wurde Carvilius von Cassivellaunus, dem Oberbefehlshaber der britannischen Stämme im Krieg gegen Caesar, aufgefordert, das römische Schiffslager anzugreifen. Diese Attacke wurde aber von der römischen Wachmannschaft der Flotte abgewehrt. Auf die Nachricht vom Ausgang dieses Gefechtes schloss Cassivellaunus einen Vergleich mit Caesar. Weiterhin wird Carvilius nicht mehr erwähnt.